# Heptafluoropropan
Heptafluoropropan, apafluran – organiczny związek chemiczny, fluoropochodna propanu, stosowany środek gaśniczy używany w systemach elektromagnetycznych (np. w stałych urządzeniach gaśniczych), oznaczany kodem HFC-227ea. Magazynowany w postaci skroplonej, uwalniany jako bezbarwny, nieprzewodzący prądu elektrycznego gaz o lekkim eterycznym zapachu.

## Bezpieczeństwo
HFC-227ea został przetestowany i uznany za bezpieczny do użycia w miejscach zamieszkanych, jeżeli jest używany zgodnie ze specyfikacjami ISO 14520:2000, standardem NFPA 2001 oraz wytycznymi US EPA. Badania pokazały, że wystawienie na działanie HFC-227 jest bezpieczne – środek skutecznie gasi ogień w mniejszym stężeniu, niższym od wartości NOAEL i LOAEL. HFC-227ea został dopuszczony do użycia w stężeniu do 9% (NOAEL) objętościowo w miejscach, gdzie przebywają ludzie, bez ustalonego czasu ewakuacji – lub do 10,5% (LOAEL) z ustalonym czasem ewakuacji.

## Wydajność gaśnicza
Mechanizm gaśniczy HFC-227ea jest aktywny. Jego głównym działaniem jest fizyczne chłodzenie ognia w takim stopniu, że proces spalania nie może się sam podtrzymywać. HFC-227ea jest wydajnym przewodnikiem ciepła i należy do tej samej klasy środków, co substancje używane w przemyśle chłodniczym.

## Właściwości
- ciepło właściwe:
  - 1,184 kJ/(kg×K) w 25 °C (ciecz)
  - 0,808 kJ/(kg×K) w 25 °C/1 atm (gaz)
- ciepło parowania: 132,6 kJ/(kg×K) (w temperaturze wrzenia)
- przewodność cieplna: 0,069 W/(m×K) w 25 °C (ciecz)
- szacowany czas życia w atmosferze: 31 do 42 lat

## Toksyczność
Po wykonaniu ponad siedemdziesięciu badań toksyczności, HFC-227ea został dopuszczony do użytku przez instytucje i agencje na całym świecie. Wskaźnik toksyczności LC50 dla HFC-227ea wynosi powyżej 80% (szczur, 4h), natomiast większość systemów HFC-227ea jest projektowanych dla stężeń 10,5% lub mniej.
HFC-227ea rozkłada się z wytworzeniem HCl i HF w bardzo wysokich temperaturach. Powstawanie tych związków jest minimalizowane dzięki użyciu szybkich systemów wykrywania i sterowania oraz odpowiedniemu projektowaniu systemu rur szybko doprowadzających środek.

## Zalety HFC-227ea jako środka gaśniczego
- zajmuje niewielką powierzchnię składowania, do 7 razy mniej niż gazy obojętne
- niska toksyczność
- szybkość działania: 10 sekund do uzyskania stężenia wystarczającego do ugaszenia ognia
- bezpieczny dla środowiska: tzw. zerowy potencjał niszczenia warstwy ozonowej
- może być stosowany do gaszenia pożarów sprzętu elektrycznego pod napięciem
- nie powoduje powstawania tzw. szoku termicznego dla elektroniki
- nie powoduje powstawania osadów i zabrudzeń po zastosowaniu

## Producenci i nazwy handlowe
- Dupont – FE-227 FM-200
- Solvay Fluor – Solkaflam 227
- Shanghai Waysmos – MH-227
- Safety Hi-Tech – NAF S 227